# Fältmössa m/1939

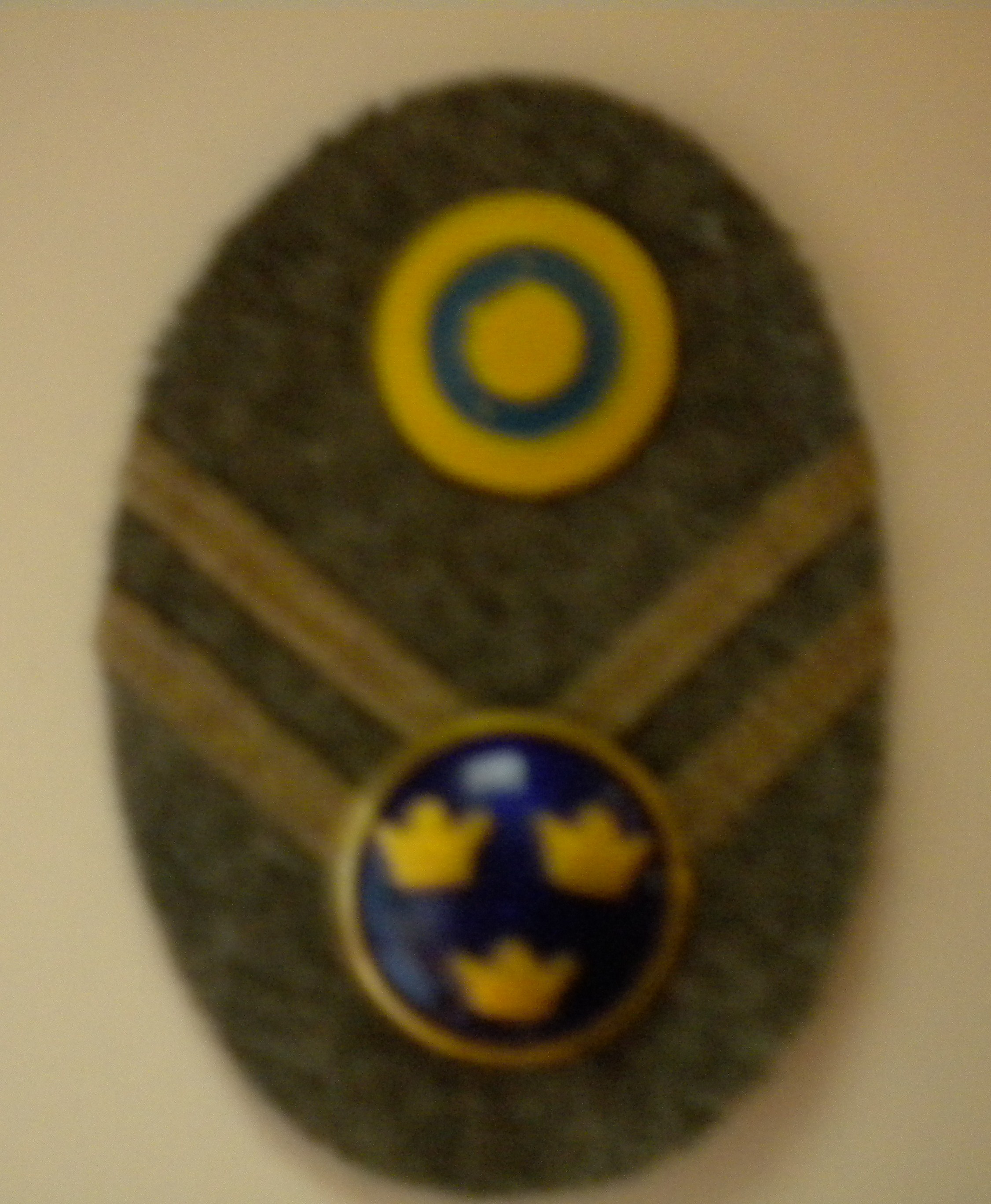
Mössmärke m/1946 för Löjtnant

Fältmössa m/1939 var en båtmössa som användes inom Försvarsmakten.

## Utseende
Denna fältmössa är av gråbrungrönt ylletyg, utformad som en båtmössa och av samma modell som Lägermössa m/1937. Den är försedd med svettrem samt uppslagg och anbringar ett nationalitetstecken m/1941 för manskap och mössmärke m/1940 för officerare (senare även mössmärke m/1946).

## Användning
Denna mössa användes av hela armén till uniform m/1939.